# 東久留米市立神宝小学校
東久留米市立神宝小学校（ひがしくるめしりつしんほうしょうがっこう）は、東京都東久留米市神宝町にある市立小学校。児童数約420名。東久留米市で最も東に位置する。特別支援学級を併設。古くから交流学習が行われている。また、敷地内に神宝農園と称する畑を作り農園活動に取り組んでいる。

## 沿革
- 1975年（昭和50年） - 開校。

## その他

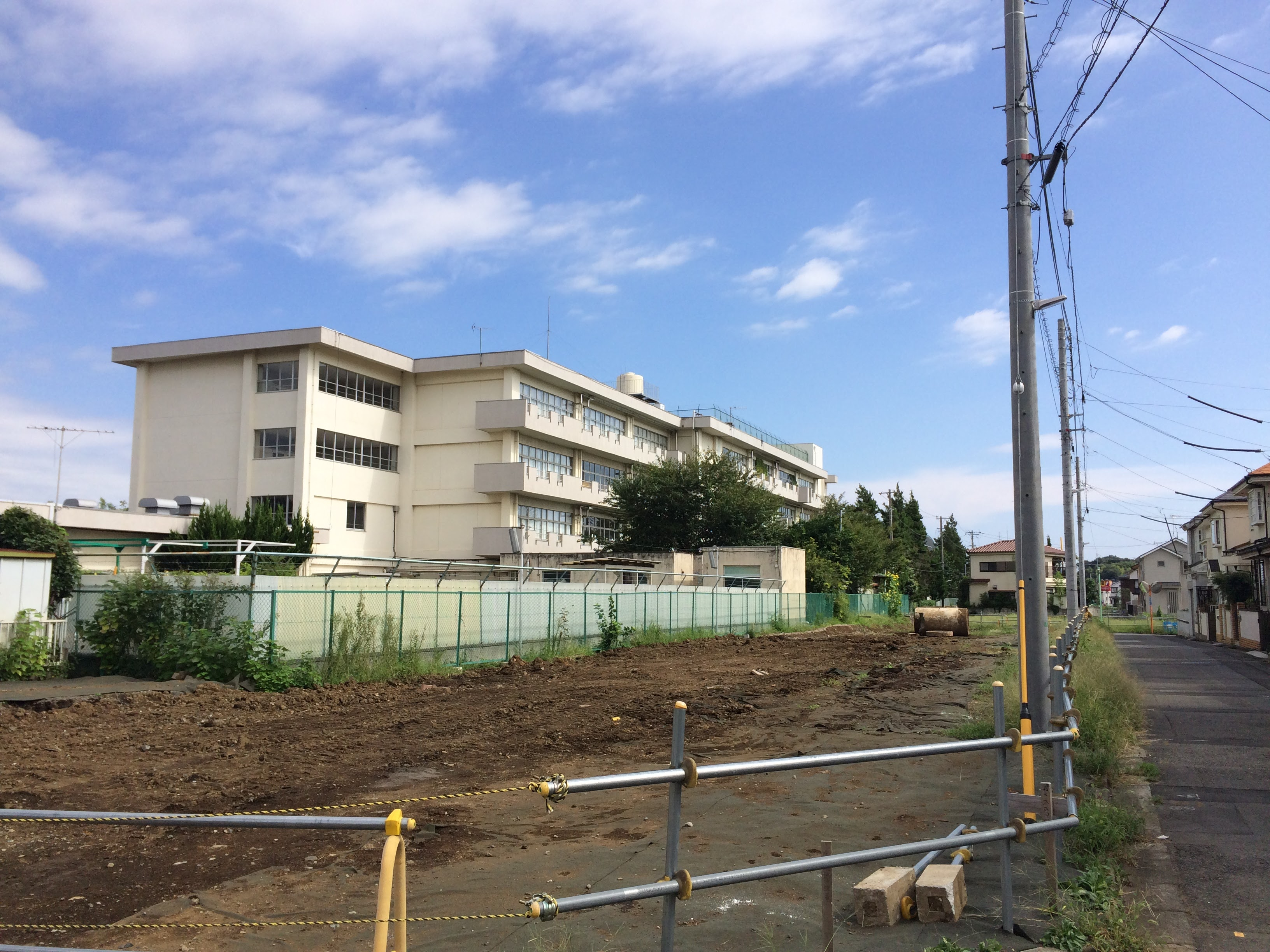
2016年9月、南側から撮影。手前は建設中の都市計画道路。

校庭が校舎の北側にあるため、特に冬季は校庭が校舎の日陰になる。
住宅地の中にあるが、2018年夏現在、学校敷地の南隣に都市計画道路（東村山3・4・20号東久留米駅神山線）の建設が進められている。